# Agrenocythere cadoti
Agrenocythere cadoti is een mosselkreeftjessoort uit de familie van de Trachyleberididae. De wetenschappelijke naam van de soort is voor het eerst geldig gepubliceerd in 1972 door Benson.